# NZ Возничего
NZ Возничего (лат. NZ Aurigae) — одиночная переменная звезда в созвездии Возничего на расстоянии (вычисленном из значения параллакса) приблизительно 23197 световых лет (около 7112 парсеков) от Солнца. Видимая звёздная величина звезды — от +13,7m до +13m.

## Характеристики
NZ Возничего — красная углеродная пульсирующая медленная неправильная переменная звезда (LB) спектрального класса C. Эффективная температура — около 3302 К.